# Torrente Arzino
Torrente Arzino este o arie protejată (sit de importanță comunitară — SCI) din Italia întinsă pe o suprafață de 511,4 ha, integral pe uscat.

## Localizare
Centrul sitului Torrente Arzino este situat la coordonatele 46°16′40″N 12°56′28″E / 46.2778°N 12.941°E.

## Înființare
Situl Torrente Arzino a fost declarat sit de importanță comunitară în decembrie 2021 pentru a proteja 1 specie de plante și 5 specii de animale.

## Biodiversitate
Situată în ecoregiunile alpină și continentală, aria protejată conține 8 habitate naturale: Galerii de Salix alba și de Populus alba, Păduri pe pante, grohotișuri și ravene de Tilio-Acerion, Râuri de munte și vegetația lor lemnoasă cu Salix elaeagnos, Râuri de munte și vegetația erbacee de pe malurile acestora, Păduri de pin (sub-) mediteraneene cu pini negri endemici, Păduri de Castanea sativa, Păduri ilirice de Fagus sylvatica (Aremonio-Fagion), Păduri ilirice de stejar și carpen (Erythronio-Carpinion).
La baza desemnării sitului se află mai multe specii protejate:
- plante (1): clopțelul cu frunze de crin (Adenophora lilifolia)
- nevertebrate (1): Austropotamobius pallipes
- pești (4): Barbus plebejus, zglăvoacă (Cottus gobio), Salmo marmoratus, Telestes muticellus

Pe lângă speciile protejate, pe teritoriul sitului au mai fost identificate 1 specie de plante, 1 specie de pești.